# Equipe myanmarense na Copa Davis
A equipe myanmarense na Copa Davis representa Myanmar na Copa Davis, principal competição de tênis masculina por equipes do mundo. É administrada pela Tennis Federation of Myanmar.